# Atlantische Hurrikansaison 1961
Die Atlantische Hurrikansaison 1961 begann offiziell am 1. Juni und endete am 30. November. Während in dieser Saison insgesamt acht Wirbelstürme gezählt wurden, verzeichnete man sieben starke Hurrikane (Kategorie 3+), die zweithöchste Anzahl der bisherigen Aufzeichnungen. 1961 war seit Beginn der Aufzeichnungen durch das National Hurricane Center (NHC) die zweite von bislang insgesamt sechs Saisons (Stand Juli 2021), in denen sich zwei oder mehr Hurrikans der Kategorie 5 bildeten (die anderen waren die Saisons 1960, 2005,  2007, 2017 und 2019).
Die bekanntesten und stärksten Hurrikane waren die beiden Kategorie-5-Hurrikane Carla, der Texas traf und 49 Menschen tötete sowie einen Schaden von 325 Millionen US-Dollar (1961) anrichtete, und Hattie, der Belize verwüstete und dort 200 Menschen tötete sowie Belize City zu großen Teilen zerstörte. Das war 1970 ein Grund, die dortige Hauptstadt nach Belmopan zu verlegen.

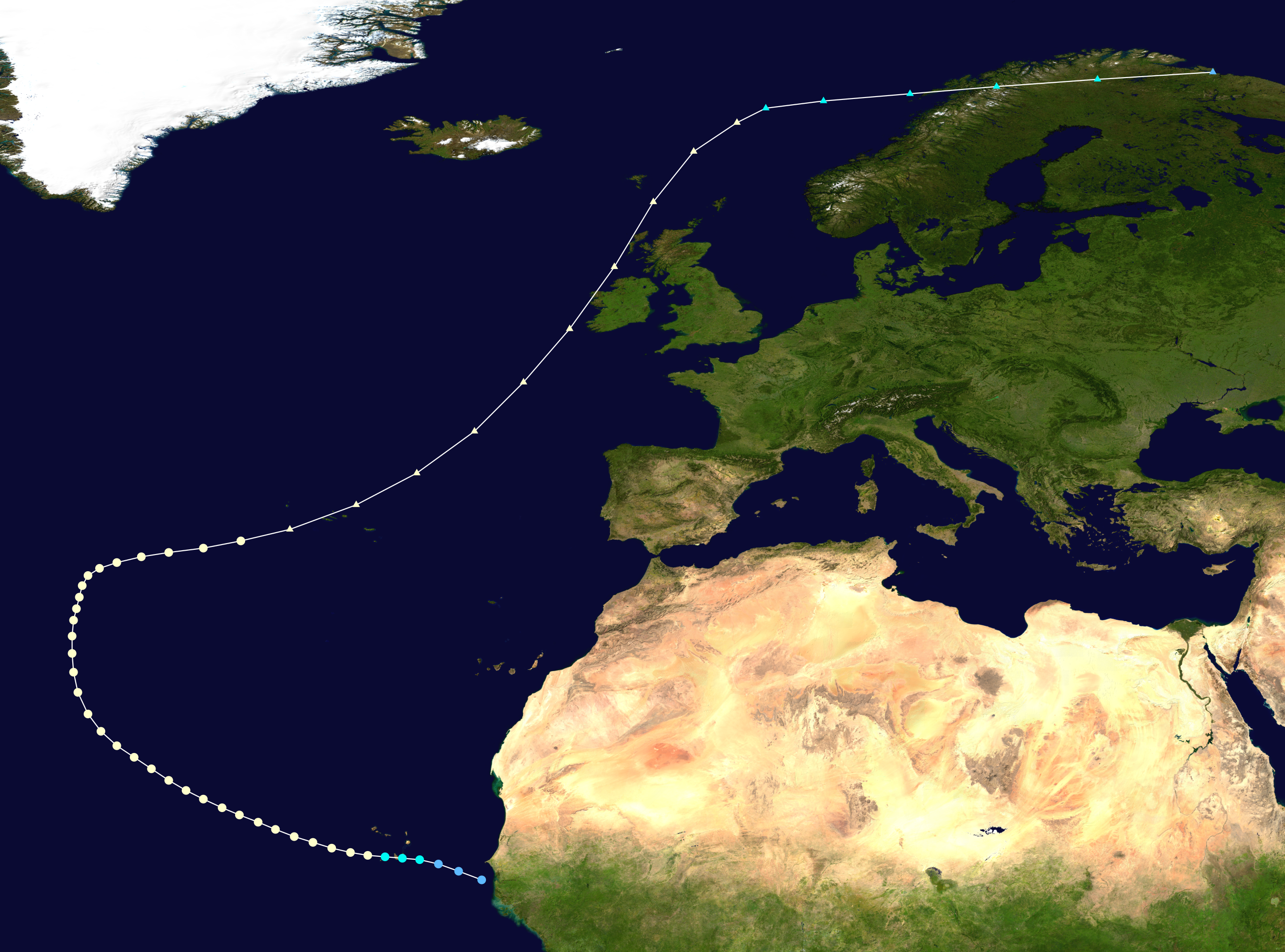
Route von Debbie

Der Hurrikan Debbie, der Stufe 3 zugeordnet, schwenkt als tropischer Wirbelsturm in Richtung Irland, wo er noch über dem Meer in einen schweren Sturm abflaut und nordöstlich weiterzieht. Die irische Wetterstation auf Malin Head misst am 16. September 1961 ihre bis dahin höchste Windgeschwindigkeit. In Irland kommen 11 Menschen durch den Sturm ums Leben, in Großbritannien wirkt er sich in schweren Schäden aus.

## Sturmnamen
Während der atlantischen Hurrikansaison 1961 wurden die folgenden Sturmnamen verwendet. Frances, Hattie, Inga und Jenny wurden das erste Mal zur Benennung eines Hurrikans verwendet, tropische Stürme erhielten damals keinen Namen.
Anna, Betsy, Carla, Debbie, Esther, Frances, Gerda, Hattie, Inga und Jenny
Nicht verwendet wurden:
Kara, Laurie, Martha, Netty, Orva, Peggy, Rhoda, Sadie, Tanya, Virgy und Wenda